# Recado confidencial a los chilenos
Recado confidencial a los chilenos (1999) es la primera obra en prosa de Elicura Chihuailaf, escritor y poeta chileno, quien es considerado como uno de los más destacados escritores mapuches. 
El libro, de carácter ensayístico, narra las vivencias del autor desde su infancia y su postura como persona al pertenecer al pueblo mapuche, señalando las marcadas diferencias o barreras que siente entre el mapuche y el chileno. El libro, pese a estar mayoritariamente escrito en español, tiene un matiz bilingüe al incorporar el mapudungún constantemente. 
Años más tarde, Chihuailaf volvió a trabajar en su obra y lanzó una segunda edición ampliada en 2016, lo que le permitió extender su mensaje teniendo una visión más completa con su experiencia de vida.

## Estructura
Elicura Chihuailaf estructuró su obra en 45 fragmentos de entre 2 y 10 páginas. Dentro de estos fragmentos se pueden encontrar poemas en mapudungún y en español, imágenes de dibujos significativos para la cultura mapuche y esenciales para ampliar los puntos de vista del autor. Asimismo el autor referencia y cita a otros, ya sea para establecer un punto en la historia con datos reales o para ampliar y respaldar su punto de vista y lo que trata de exponer. Esta obra da una mirada interna a la comunidad mapuche tratando temas naturales, culturales, creencias, política y derechos.
El texto es elocuente al hacer un recorrido por hitos de la historia de Chile que son interpretados de otra manera desde el punto de vista del poeta, haciendo un contrapunto con la presentación del mundo mapuche, sus prácticas y creencias.

## Recepción crítica
En 1999, el diario El Sur de Concepción catalogó al libro como un texto de contenido social profundo, tratando temas de derechos indígenas con un aire poético, y conteniendo una prosa limpia y clara, por lo que invita a leer y reconocer a los pueblos originarios en Chile.
El año 2000 El Diario de Aysén publicó una crítica escrita por Wellington Rojas Valdebenito, el cual nombra a Elicura Chihuailaf como una de las voces más interesantes de la lírica chilena. Habla de esta obra como algo natural y de profundidad, no algo comercial, mostrando desde adentro la cultura mapuche que ha sido tan manoseada y nunca bien comprendida. Termina diciéndonos que es un libro que invita a reflexionar en voz alta.